# Преступность в Северной Ирландии

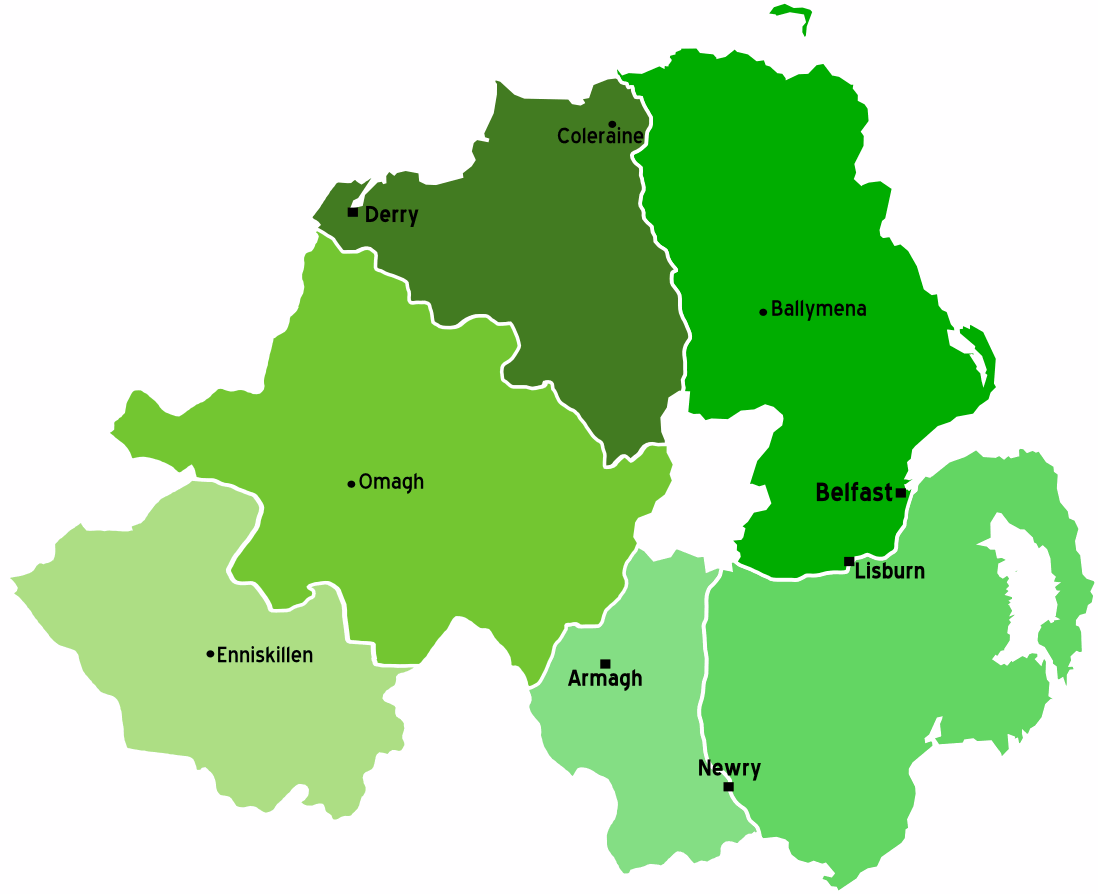
Северная Ирландия

В Северной Ирландии до окончания беспорядков мелкие преступления не были так распространены, как в остальной части Ирландии или Великобритании.
С тех пор, как в 1998 году было подписано Соглашение Страстной пятницы, было совершено больше мелких преступлений, хотя статистика показывает, что в некоторых местах в Северной Ирландии (за пределами Белфаста) уровень преступности один из самых низких в Западной Европе.

## Преступность по типу
Типы преступлений, совершаемых в Северной Ирландии, различаются, хотя основными типами являются грабежи, убийства, рэкет, беспорядки, кражи со взломом, угоны автомобилей, терроризм и нападения.

### Убийства
За три года, с 2011 по 2014 год, уровень убийств в Северной Ирландии составлял 0,9 на 100 000 жителей в год. Этот уровень аналогичен среднему показателю по Великобритании, уровню убийств в Ирландской Республике и большинстве стран Западной Европы, регионе с одним из самых низких показателей убийств в мире.
Во время Смуты уровень убийств был значительно выше: на пике в 1972 году было 479 смертей, вызванных либо терроризмом, либо действиями сил безопасности — около 31 на 100 000 человек, что аналогично уровню убийств в 2010-х годах в Колумбии или Южной Африке. В период 1976–1993 годов в большинстве лет было 60–100 смертей, связанных с Конфликтом, или около 4,0–6,5 на 100 000 человек в год.
Хотя имеют место неоднократные попытки убийства, связанные с терроризмом, конечной цели достигают немногие из них. После восстановления автономного правительства в 2007 году были убиты два солдата и один полицейский в 2009 году, а в 2011 году был убит ещё один полицейский. В ходе других инцидентов полицейские получили серьёзные травмы в результате взрывов.

### Терроризм
После исторического подписания Соглашения Страстной пятницы большинство крупных террористических групп и некоторые более мелкие списали своё оружие или прекратили военные операции. Эти группы включают Временную Ирландскую республиканскую армию (PIRA), Ольстерские добровольческие силы, Лоялистские добровольческие силы, Ассоциацию обороны Ольстера, Ирландскую национальную освободительную армию.
Несмотря на то, что более крупные организации прекратили свою деятельность и соблюдают условия Соглашения 1998 года, на стороне республиканцев всё ещё есть так называемые «республиканцы-диссиденты», выступающие против Соглашения. Эти элементы малочисленны, но по-прежнему представляют серьёзную угрозу. Эта угроза стала очевидной в марте 2009 года, когда два солдата были убиты в графстве Антрим недалеко от казарм. Подлинная Ирландская республиканская армия позже взяла на себя ответственность за стрельбу.
Двумя днями позже другая группа под названием Continuity IRA застрелила полицейского в Крейгавоне, графство Арма. Офицер отвечал на звонок от женщины в этом районе, когда снайпер выстрелил ему в затылок.

#### Оповещения о бомбах
В период с 2007 по 2009 год в Северной Ирландии в среднем поступало около семи или более ложных предупреждений о бомбах каждую неделю, но некоторые предупреждения были подлинными. Они происходят настолько часто, что в Северной Ирландии находится постоянная группа британской армии по обезвреживанию бомб. Основные районы тревог: графство Лондондерри, графство Даун, графство Антрим и Белфаст.
Из-за угрозы, представляемой обществу в Северной Ирландии, со всеми объектами следует обращаться с подозрительной осторожностью, а контролируемые взрывы являются обычным явлением в некоторых районах.
14 октября 2009 года в полицейскую службу Северной Ирландии поступил звонок о том, что 600-фунтовая бомба была оставлена в фургоне, брошенном на мосту в деревне в графстве Тирон. Армия произвела контролируемый взрыв устройства, которое оказалось мистификацией.
Британская газета в 2009 году опубликовала статью, в которой говорилось: «Всего 750 республиканских предупреждений о бомбах за два года», что составляет в среднем 7,21 в неделю или чуть более одного в день.

### Запугивание цыган
С присоединением новых стран к Европейскому союзу и свободой передвижения людей внутри ЕС наблюдается приток людей из таких стран, как Литва, Польша, Румыния и соседних государств.
В июне 2009 года около 100 цыган из Румынии пришлось переселить в более безопасные дома, поскольку их окна были разбиты, а на их домах в лоялистском районе на юге Белфаста были нанесены расистские граффити.

### Воровство
В последние годы участились кражи банкоматов. Неизвестно, главными преступниками являются военизированные формирования или же просто организованные преступные группировки. Кража такого аппарата в Северной Ирландии включает в себя вытаскивание банкомата из стены, обычно с помощью большого экскаватора, а затем помещение его в ожидающее транспортное средство (обычно самосвал).
21 октября 2009 года BBC сообщила, что за одну неделю произошло три таких инцидента, все с участием экскаватора.
В ноябре 2009 года после инцидента с разгромом и захватом в Данганноне, графство Тирон, газета Irish News опубликовала статью, в которой говорилось, что с марта 2009 года в Северной Ирландии произошло 13 таких инцидентов.